# ジュヴィジア (小惑星)
ジュヴィジア (605 Juvisia) は小惑星帯に位置する小惑星である。ハイデルベルクでマックス・ヴォルフによって発見された。
カミーユ・フラマリオンの天文台（現在のカミーユ・フラマリオン天文台）があったフランスのジュヴィジー＝シュル＝オルジュにちなんで命名された。
2017年3月4日に日本各地で掩蔽が観測され、複雑な形状であることが判明した。